# 達科塔齒龍屬
達科塔齒龍屬（學名：Dakotadon）是種禽龍類恐龍，化石是個部份頭骨，發現於美國南達科塔州的拉科塔組（Lakota Formation）。
在1989年，大衛·威顯穆沛與菲利浦·比約克（Philip R. Bjork ）將這些化石命名為拉科塔禽龍（I. lakotaensis）。某些研究人員提出異議，認為拉科塔禽龍比貝尼薩爾禽龍（I. bernissartensis）更為原始，並可能是眾神花園龍的近親。大衛·諾曼（David Norman）則認為拉科塔禽龍是貝尼薩爾禽龍的一個異名。
在2008年，葛瑞格利·保羅重新研究禽龍的各種，將拉科塔禽龍獨立為新屬，拉科塔達科塔齒龍（D. lakotaensis）。